# Tabanus gertudae
Tabanus gertudae är en tvåvingeart som beskrevs av Philip 1960. Tabanus gertudae ingår i släktet Tabanus och familjen bromsar. Inga underarter finns listade i Catalogue of Life.